# Nova Kachovka
Nova Kachovka (ukrainska: Нова Каховка; ryska: Новая Каховка, Novaja Kachovka) är en stad i Cherson oblast i Ukraina, som grundades 28 februari 1952. Staden är känd för sin storartade arkitektur, som var en del i Sovjetunionens stora byggnadsprojekt. Antalet invånare var drygt 45 000 år 2021.
Staden är sedan 2020 administrativt centrum i Kachovka rajon.

## Galleri

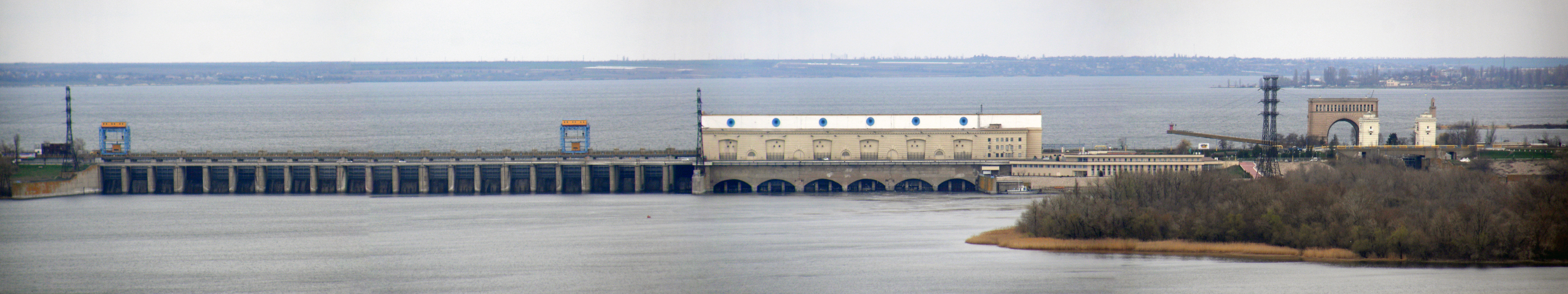
Kachovka vattenkraftverk med Kachovkareservoaren bakom, 2015.

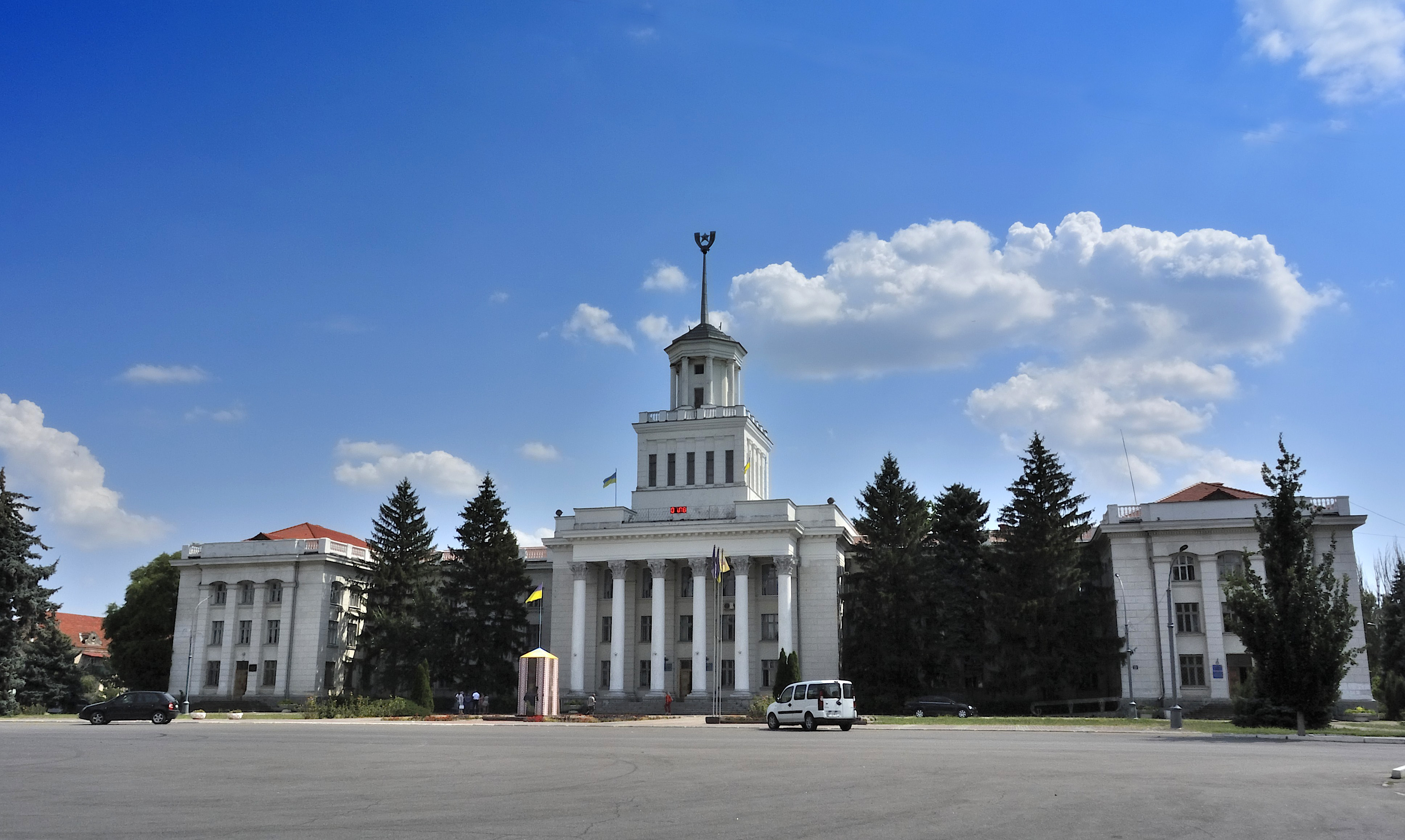
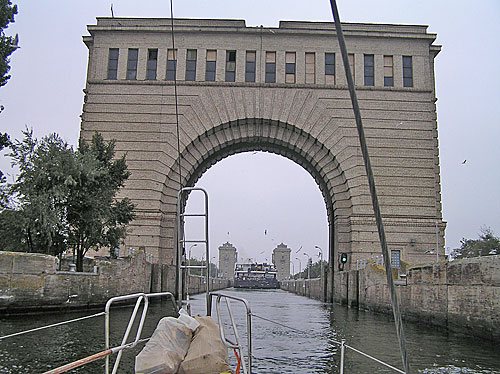
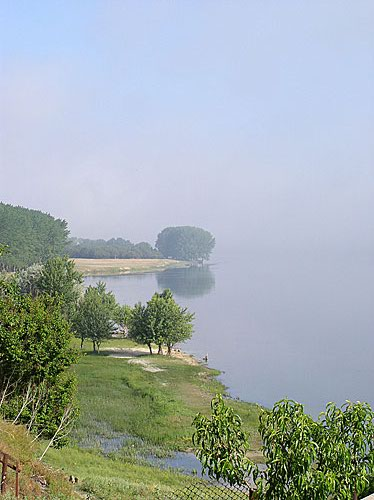
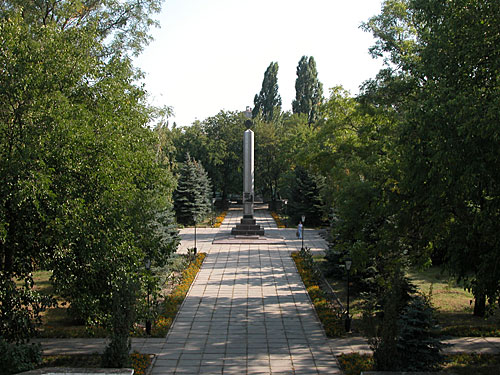
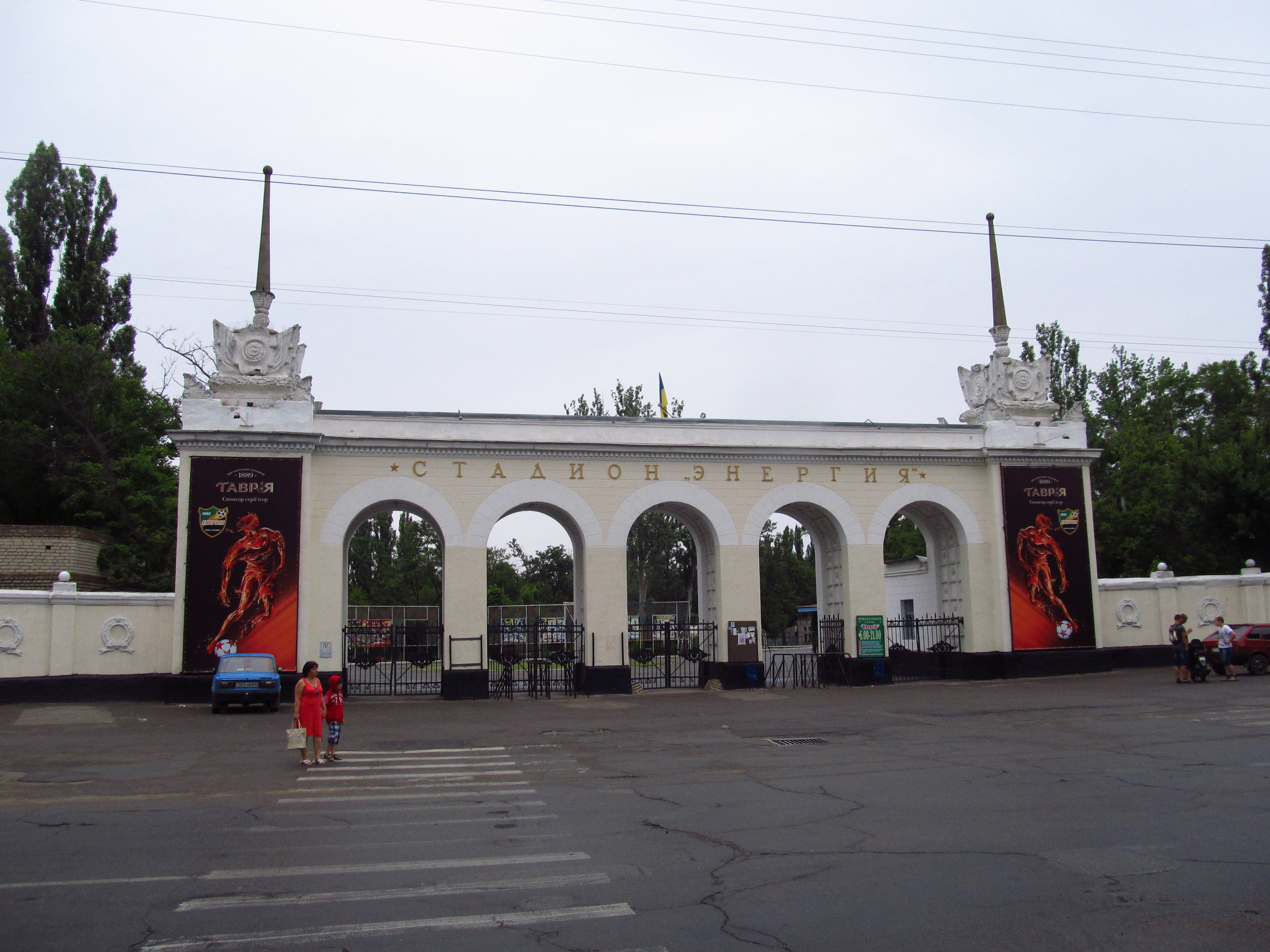
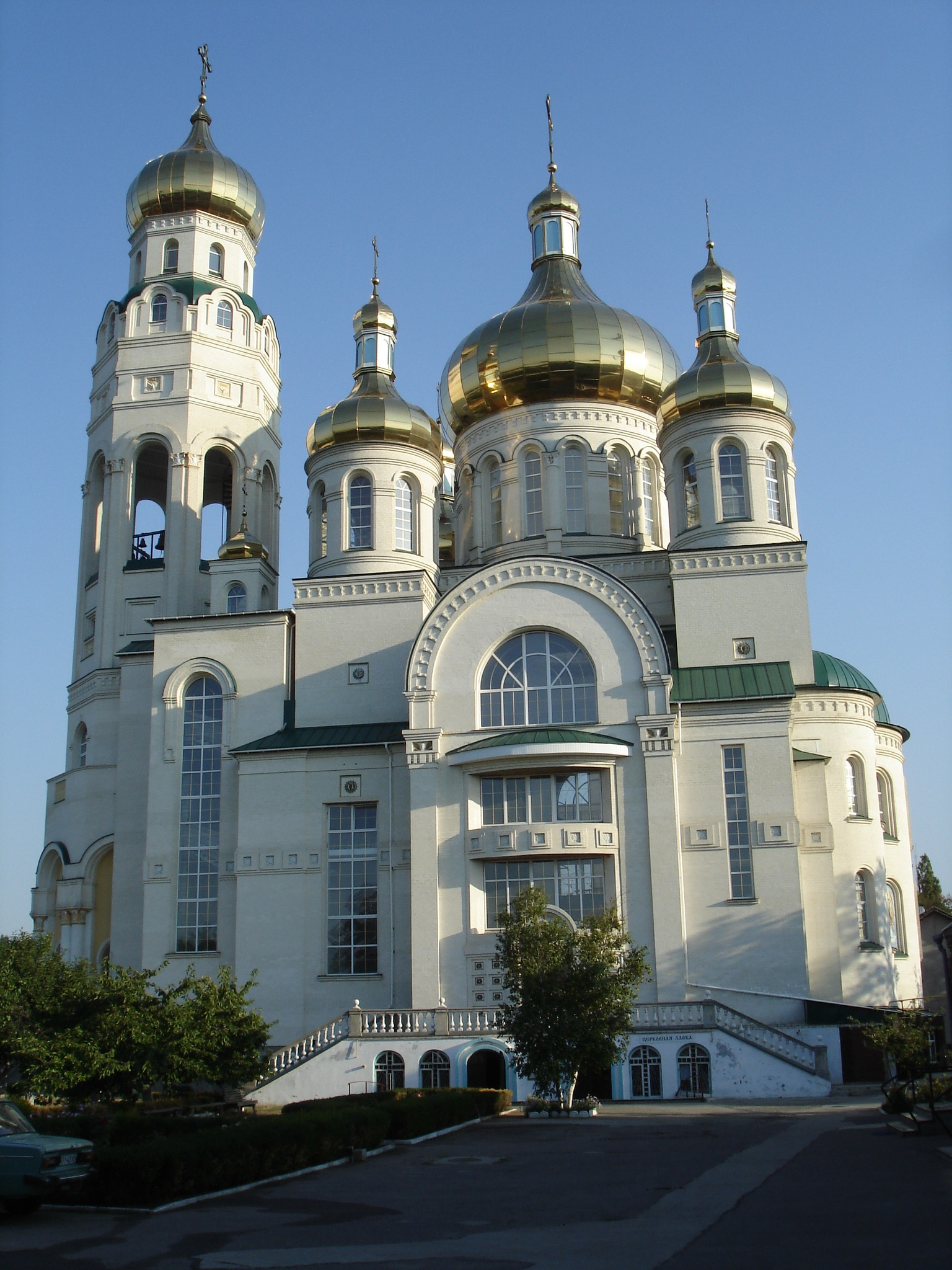
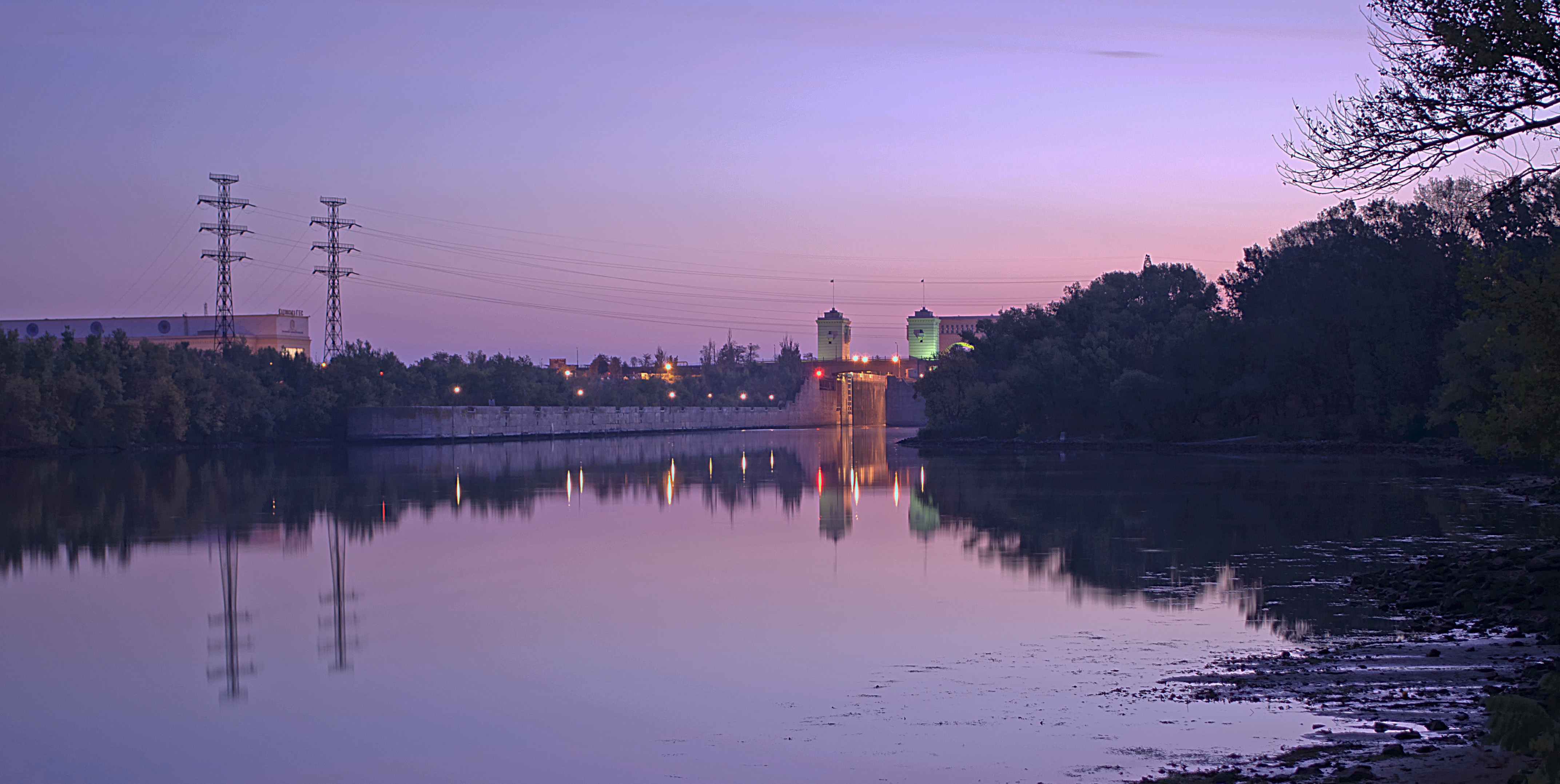

## Historia
I september 1950 påbörjades arbetet med att bygga Kachovka vattenkraftverk i floden Dnipro, några kilometer nedströms staden Kachovka. Där, på vänstra stranden, låg sedan 1891 byn Kljutjove (uk: Ключове). Under arbetets gång växte samhället kraftigt och den 28 februari 1952 kom beslutet från Verchovna Rada (då Ukrainska SSR:s parlament) att det nya namnet skulle vara Nova Kachovka.